# Hoplothrips leibyi
Hoplothrips leibyi är en insektsart som först beskrevs av Ian A. Hood 1938.  Hoplothrips leibyi ingår i släktet Hoplothrips och familjen rörtripsar. Inga underarter finns listade i Catalogue of Life.